# ショヤコウジ兄弟の戦い
ショヤコウジ兄弟の戦い（-きょうだいのたたかい）は、1515年または1519年に北海道南部で発生した、アイヌ首長・ショヤコウジ（庶野訇峙）兄弟と蠣崎光広との戦いである。

## ショヤコウジ兄弟の蜂起
渡島半島東部の首長のショヤコウジ兄弟によって、渡島半島南西部を支配する蠣崎氏に対しての攻撃が開始された。劣勢に立たされていた光広は、騙し討ちのために和睦を装って酒宴を開き本拠地である松前大館へ兄弟を招く。
そこで光広は兄弟らを酒に酔わせ、宝物を差し出すふりをして兄弟らを油断させる。木槌の音を鳴らさせて騙し討ちの準備に気付かれないようにし、隙を見て仕掛けのついた戸の裏から兄弟らを襲撃。光広によってショヤコウジ兄弟は斬殺され、他のアイヌも蠣崎氏の軍勢により皆殺しにされた。この時光広が用いた刀は、父信広が蠣崎季繁から受け取った家宝来国俊であった。
2人の首長をはじめとする殺されたアイヌは館の近くに埋められ、そこに塚が築かれて「夷塚」と呼ばれた。アイヌとの講和（商舶往還の法度）が成立する季広の代まで、アイヌに対して蠣崎氏の軍勢が出撃しようとすると塚からかすかに声が聞こえたという。

## 背景
ショヤコウジ兄弟の蠣崎氏攻撃に先立つ1496年（明応5年）、茂別館がアイヌ軍によって陥落し城主であった安東家政は蠣崎氏の拠点上ノ国へ逃れている。
また渡島半島南東部にあった3つの館（宇須岸・志濃里・与倉前）もアイヌ軍によって陥落し、城主3人（河野季通・小林良定・小林季景）が死亡している。この戦いは松前藩の史料『新羅之記録』によると1512年（永正9年）の出来事とされるが、志苔館（志濃里館）は発掘調査により15世紀前半を中心とする遺跡とされ、16世紀に使用された痕跡は発見されていないため年代が一致していない。また死亡した城主3人はコシャマインの戦いの際に死亡したとされる河野政通や小林良景の子とされており、上記の『新羅之記録』の年代では在位がとても長く不自然であるという指摘もある。なおこの戦いについては、当時大館を拠点としていた相原氏に対する蠣崎氏の計略が背景にあったという説もある。
1513年（永正10年）には大館が陥落し、城主相原季胤と村上政義が死亡している。しかしこの攻撃はアイヌ軍ではなく蠣崎氏の軍勢によるものであると言われており、その後蠣崎氏が大館へ入城している。そして光広は新たな松前守護としての承認を安東尋季に要求する。当初は拒絶されたものの、商船と旅人から徴収した税のうち過半数を檜山安東氏のものとするという条件で妥協が成立した。